# 北会津町両堂
北会津町両堂（きたあいづまち りょうどう）は、福島県会津若松市の大字である。郵便番号は969-6180。

## 地理
会津若松市北西部の北会津地区（旧北会津郡北会津村域）に属する。北東で北会津町下米塚、南東で北会津町東小松、南で北会津町小松、南西で北会津町新在家、西で北会津町松野、北西で北会津町柏原とそれぞれ隣接する。概ね町村制施行以前の北会津郡古舘村のうち、旧両堂村域の流れを汲む地域である。北会津地区南部に位置し、南端部を国道401号が東西に横断し、西端部を福島県道72号会津坂下会津本郷線が南北に縦断する。域内全域にわたり水田が広がり、中央部の字宮の下周辺に集落が位置する。北会津地区の他大字と同様に民家がある区画のほとんどは「字」以降を付けず大字に直接番地が続く住所表記がなされる。 

### 主な字
字
- 家後
- 上三百苅
- 大師免
- 大泉

- 堂繁
- 長畑
- 比丘尼屋敷
- 不動

- 掘込
- 宮の下
- 社檀前

## 歴史
- 1875年8月12日 - 松野村、新在家村、下小松村、両堂村が統合され古舘村が発足する。
- 1879年1月27日 - 古舘村が福島県内における郡区町村制の施行により北会津郡の村となる。
- 1889年4月1日 - 町村制の施行により古舘村が周辺6村と合併し川南村が発足する。旧古舘村域は川南村大字古舘となる。
- 1956年5月1日 - 川南村が荒舘村と合併して北会津村が発足し、北会津村の大字となる。
- 2004年11月1日 - 北会津村が会津若松市に編入され会津若松市の大字となるのに伴い、大字古舘のうち上三百苅丙、家後丙、不動丙、大師免丙、社檀前丙、堀込丙、長畑丁、比丘尼屋敷丁、堂繁、大泉、宮の下が北会津町両堂へと変更される。

## 世帯数と人口
2024年1月1日現在の世帯数と人口は以下の通りである。
| 大字         | 世帯数 | 人口 |
| ------------ | ------ | ---- |
| 北会津町両堂 | 17世帯 | 56人 |

## 小・中学校の学区
市立小・中学校に通う場合、学区は以下の通りとなる。
| 番地 | 小学校                 | 中学校                   |
| ---- | ---------------------- | ------------------------ |
| 全域 | 会津若松市立川南小学校 | 会津若松市立北会津中学校 |

## 交通

### 道路
- 国道401号
- 福島県道72号会津坂下会津本郷線

## 施設
- 会津若松消防署 小松出張所
- 両堂公民館
- 両堂不動尊